# Ринкова інфраструктура
Ри́нкова інфраструкту́ра ― це сукупність підприємств, установ, організацій, які забезпечують стабільний розвиток і функціонування ринкового механізму регулювання економіки, багаторівневе функціонування господарських взаємозв'язків, взаємодію агентів ринку, безперебійний рух товарів, послуг, різних цінностей, робочої сили в різноманітних сферах суспільного відтворення. Це ― біржі, банки, фінансово-кредитні посередники, комерційні фонди, страхові агенції, служби зайнятості, торговельні та інші організації, кожна з яких діє у своїй сфері.
Ринкова інфраструктура значно полегшує і спрощує обіг товарів, послуг, природних ресурсів, грошей та цінних паперів, дає змогу доцільніше розподіляти й використовувати трудові ресурси, краще вкладати й використовувати капітал, створює безпечніші умови для діяльності ринкових установ.
Важливу роль у ринковій інфраструктурі відіграють посередники. Оскільки ринок є місцем співпраці двох основних суб'єктів ― виробника і споживача, рух товарів та послуг від виробника до покупця потребує не лише певного часу, а й значних зусиль досвідчених саме у цій справі людей. Якщо всіма такими питаннями займатиметься сам виробник, то ефективність його роботи буде надто низькою через значні витрати часу й ресурсів. Зайвий час і ресурси витрачав би й споживач, шукаючи необхідні йому товари та послуги. Тому на допомогу їм приходять посередники.
Посередники ― це юридичні або фізичні особи (фірми чи окремі підприємці), які представляють інтереси виробника та споживача чи діють від їхнього імені на різних видах ринків. Їхнє завдання ― наблизити двох основних учасників ринку.
Роль інфраструктури у забезпеченні функціонування національного ринку визначається функціями, реалізацію яких вона забезпечує. Такими основними функціями є: забезпечення безперебійного функціонування господарських взаємозв'язків, взаємодії суб'єктів ринкової економіки, їх регулювання, взаємозв'язків та взаємодії суб'єктів ринкової економіки; регулювання руху товарно-грошових потоків; доведення товару до безпосереднього споживача (інститути інфраструктури допомагають товару знайти споживача); перерозподіл ресурсів між різноманітними галузями й усередині них (ця функція забезпечується як через переорієнтування на випуск нової продукції, так і через обслуговування ринку цінних паперів; мінливий курс акцій призводить до переміщення капіталів з однієї галузі в іншу, підтримуючи тим самим визначений рівень пропорційності в розвитку економіки); акумуляція тимчасово вільних коштів, регулювання грошового обігу (банківські організації інфраструктури ринку, зайняті кредитним підприємництвом, мобілізують вільні кошти населення і підприємств; у результаті формується ринок грошей, розширюються інвестиційні можливості підприємств, пришвидшується товарообмін; крім того, через зміну ставки банківського відсотка фінансово-кредитні організації можуть впливати на структуру інвестицій, забезпечуючи їх перерозподіл між галузями, пришвидшуючи або уповільнюючи темпи економічного зростання).